# KTM 390 Duke

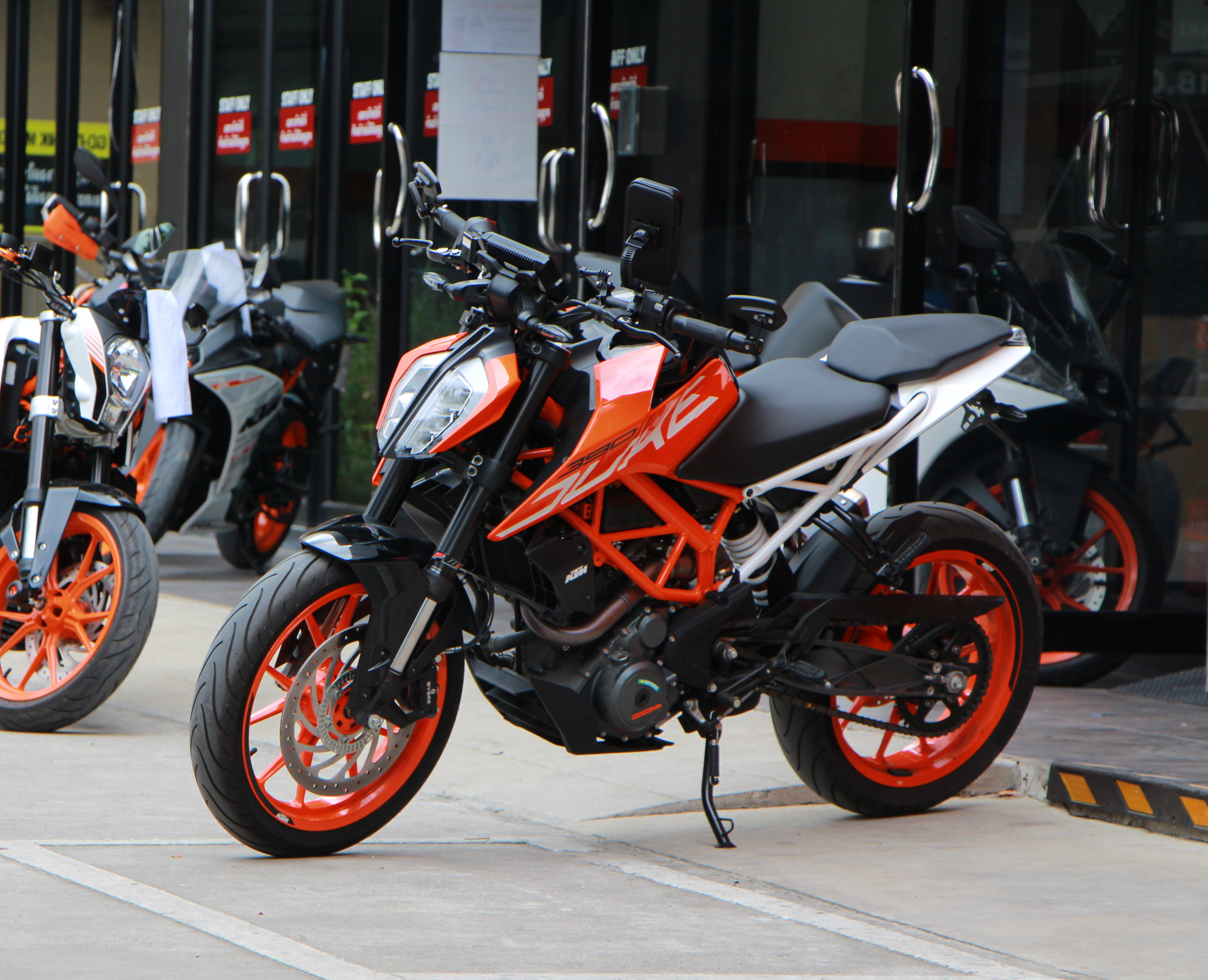
Duke 390 nach Modellpflege

Die KTM 390 Duke ist ein Kraftrad des österreichischen Motorradherstellers Pierer Mobility. Für das serienmäßige Kraftrad ist der Führerscheinklasse A erforderlich, da das Leistung/Leergewicht-Verhältnis von 0,2 kW/kg überschritten wird. Bis 2017 durfte die KTM 390 Duke nur mit zusätzlich eingebauter Drossel auf 30 kW auch mit Führerscheinklasse A2 gefahren werden.
Die 390 Duke wurde schon 2015 als weltweiter Verkaufserfolg bewertet.

## Modellgeschichte
Das Motorrad wurde 2007 in Mattighofen konstruiert und seit 2011 beim indischen KTM-Partner Bajaj Auto in Pune gefertigt. Weiter gibt es die Duke mit 125 cm³ und 200 cm³ Hubraum, wobei die kleinste Version mit dem A1-Führerschein gefahren werden kann.
Auf Basis von Fahrwerk und Motor wurde die verkleidete Sportmaschine KTM RC 390 entwickelt, die seit 2014 auf dem Markt ist.

### Modellpflege
2017 wurde sie unter anderem bezüglich Abgas (Euro 4) überarbeitet. Seitdem hat sie E-Gas, der Tank wurde auf 13,4 Liter und die Einzelbremsscheibe auf 320 mm vergrößert. Der hintere Rahmen ist seitdem verschraubt, das Fahrwerk wurde straffer abgestimmt. Außerdem wird ein Scheinwerfer in LED-Technik und anstatt monochromen LC-Display ein TFT-Display eingesetzt.

## Technik
Die KTM 390 Duke hat einen 373 cm³ Einzylinder-Otto-Viertaktmotor, der 32 kW (44 PS) bei 8500/min leistet und ein Drehmoment von 37 N·m bei 8000/min hat. Zur Minderung von Vibrationen hat er eine Ausgleichswelle. Seine Masse beträgt 36 Kilogramm. Der Verbrauch liegt zwischen 3,2 und 4,7 Litern/100 km. Der Gitterrohrrahmen der Maschine besteht nicht wie weitverbreitet aus Aluminium, sondern aus Chrom-Molybdän-Stahl.

## Neuzulassungen in Deutschland
2015 stand die 390 Duke auf Platz 12, 2018 und 2020 (mit 2.277 Exemplaren) stand sie auf Platz 8 in der deutschen Zulassungsliste; bei den Neuzulassungen auf weibliche Halter war es 2020 Platz 6. 2021 waren es 1740 Duke 390 (Platz elf), 2022 dann 1415 Maschinen (Platz neun).